# Sahara spagnolo
Il Sahara Spagnolo fu una colonia della Spagna corrispondente all'odierno Sahara Occidentale. Il dominio spagnolo iniziò nel 1884 come parte del Marocco spagnolo. Dal 1934 amministrazione autonoma spagnola fino al 1976. Dal 1976 è stata proclamata la Repubblica Democratica Araba dei Sahrawi, ma il suo territorio è in gran parte sotto controllo del Marocco.

## Storia
In questa, come in altre zone dell'Africa, le potenze coloniali si interessarono alla costa e a una piccola porzione dell'entroterra. Fu importante per questo territorio la presenza dei portoghesi nella fase successiva al superamento del Capo Bojador nel 1434 da parte di Gil Eanes. Stabilirono basi oltre il capo e, fra l'altro, portarono i primi schiavi a Lisbona.

### Colonizzazione spagnola

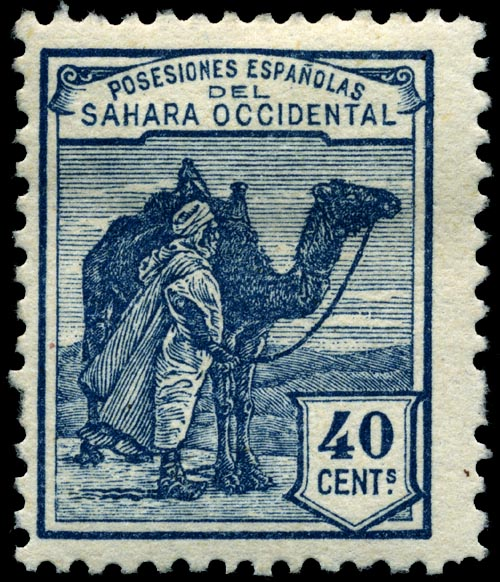
Francobollo emesso nel 1924

Nel 1884, alla Conferenza di Berlino, fu attribuita alla Spagna la zona costiera dell'attuale Sahara Occidentale esclusa la piccola porzione all'estremo sud nella penisola de La Guera che fu acquisita successivamente con accordi diretti nel 1912 con i francesi, che controllavano la Mauritania, nella Convenzione di Madrid. Nel 1924, La Guera fu incorporata nella colonia del Río de Oro che era posizionata a sud del Capo Bojador. La parte settentrionale al capo Bojador era il territorio della colonia di Saguia el Hamra. Il controllo spagnolo all'inizio si limitava alla costa e alle zone vicine ed i confini interni non erano perfettamente delineati. 

#### La lenta presa di possesso dell'interno
Il mancato controllo dell'interno permise la nascita, nel 1898, dell'unica città, Saharaui, fondata dagli abitanti locali. La popolazione era nomade o seminomade esclusa la fascia costiera e i pochi abitanti sedentari nell'interno che conducevano una vita stabile nei pressi di luoghi con acqua superficiale, esercitando attività funzionali al resto della popolazione. Nel 1898, Maa el Ainin fondò Smara con il sostegno economico e tecnico del Sultano del Marocco.
Maa-el-Ainin si trasferì definitivamente a Smara nel 1902, proclamandola la sua "Capitale Santa". Fra le altre cose creò un'importante biblioteca islamica e realizzò il suo obiettivo di farla diventare un centro d'istruzione religiosa. Nel 1904 lo sceicco si proclamò imam e s'impegnò in una guerra santa (jihād) contro il colonialismo francese e spagnolo. In seguito a questa guerra, dopo essere stato abbandonato dal Sultano del Marocco per le pressioni francesi, nel 1912 Smara fu saccheggiata e distrutta per la prima volta dalle truppe francesi e la sua biblioteca distrutta. La città e la sua zona furono assegnate al controllo spagnolo che spense la ribellione nel 1920.
Fu un periodo di transizione tutto sommato favorevole alle popolazioni locali sahariane nomadi e seminomadi i cui tentativi di occupazione dell'entroterra si alternavano a ribellioni in un territorio conosciuto dagli abitanti locali.

### L'amministrazione spagnola
Nel 1934 fu creata l'amministrazione del "Sahara Spagnolo", che fu separata dai territori denominati Marocco spagnolo, costituito dalla parte nord del paese più le varie enclavi inserite sulla costa nella zona controllata dai francesi. I confini interni furono definiti durante il XX secolo delimitando chiaramente il confine a nord col Marocco, con l'Algeria a nord est e con la Mauritania a est e a sud. Questa definizione di confini creò problemi durante il periodo della decolonizzazione, per il contrasto fra i vicini e il Marocco, che con una visione storica del Grande Marocco intendeva allargarsi rispetto ai confini coloniali. Sempre da parte marocchina vi fu l'assorbimento delle enclavi spagnole e la rinuncia ad alcune regioni assegnate all'Algeria come l'Hammada, che contiene la città di Tindouf, ma rimase la pretesa d'inglobare il Sahara Occidentale, che considera parte del proprio territorio.
Vi fu una seconda distruzione della città di Smara nel 1934 da parte degli spagnoli (sostenuti ancora dai francesi). La vera presa di possesso dell'entroterra passò attraverso due strategie: l'accordo con i francesi di precise aree di influenza, con la fissazione dei confini coloniali che divennero i confini ufficiali degli stati nati dalla decolonizzazione, e la cooptazione nel governo e nel controllo del territorio attraverso la costituzione della Djema'a dei rappresentanti delle tribù Saharaui. La Djema'a permise di raggiungere un compromesso che soddisfece temporaneamente le parti, ovvero il controllo del territorio e delle sue risorse da parte degli spagnoli e una serie di concessioni ai capi tribali, che permettevano alla parte delle tribù che continuavano a seguire la vita tradizionale nomade di non avere costrizioni. Una parte dei Saharawi ha vissuto una vita parallela a quelli che si accordarono attraverso la Djema'a. 

### Provincia spagnola
Vi furono ribelli Saharaui (fra l'altro molti di loro abitano nell'estremo sud del Marocco), che parteciparono nel 1957 alla guerra in cui il Marocco invase l'enclave spagnola di Sidi-Ifni, chiamata da molti spagnoli "la guerra dimenticata" (guerra di Ifni). Gli Spagnoli riuscirono a controllare la nascente ribellione, che si poteva estendere nel Sahara Spagnolo, sempre con l'aiuto francese, e iniziarono una strategia di inurbamento controllato e forzato al fine d'indebolire la forza che nasceva dall'essere nomade o seminomade e pertanto sfuggente e poco controllabile.
Nasce nel 1958 la Provincia spagnola del Sahara, 51ª provincia spagnola e una delle 4 in Africa, dall'unione dei territori di Saguía el Hamra e Río de Oro, e nel 1960 si tennero le prime elezioni locali.
Nel 1967 vi fu una rottura nel percorso Saharawi verso l'indipendenza, che si era spostata precedentemente su un percorso politico ed essenzialmente non violento.

### Le proteste del 1970 e il ritiro della Spagna
Il momento della rottura fu rappresentato da un evento chiamato l'Intifada di Zemla.
Il 17 giugno 1970 a El-Aaiun fu organizzata dagli spagnoli l'annuale festa detta della "Lealtà verso la madrepatria Spagna". L'organizzazione Harakat Tahrir (che in arabo significa semplicemente "Movimento di liberazione"), guidata da Muhammad Bassiri, ne organizzò un'altra contemporanea nel quartiere di Zemla (l'Intifada di Zemla) con l'obiettivo di palesarsi dopo il periodo clandestino, di chiedere migliori condizioni di vita per i Saharawi e d'iniziare il percorso per l'indipendenza. Il governatore generale spagnolo della colonia, José María Pérez de Lema y Tejero, tentò di gestire il dissenso coinvolgendo la Djema'a e inviò alcuni sceicchi a cercare di mediare e risolvere la situazione prima che rovinasse la concomitante "festa della Lealtà". I manifestanti accolsero a sassate gli sceicchi e si spaccò temporaneamente il fronte Saharawi indipendentista con i fautori dell'accordo con gli occupanti spagnoli. I dimostranti furono autorizzati a leggere la petizione, ma al momento della scioglimento della manifestazione la polizia si mosse per arrestare gli organizzatori. I dimostranti respinsero i poliziotti e ad una carica risposero tirando sassi. Le autorità spagnole, temendo di perdere il controllo della situazione, chiamarono la Legione straniera spagnola, che aprì il fuoco uccidendo dodici dimostranti e ferendone molti di più. Centinaia di persone furono arrestate. Nei giorni seguenti al massacro, gli attivisti di Harakat Tahrir, e Bassiri fra di loro, furono ricercati e arrestati dalle forze di sicurezza spagnole. Bassiri, dopo il suo arresto alle tre del mattino del 18 giugno sparì in prigione, e da allora non vi furono più sue notizie. Muhammad Bassiri divenne il primo di una lunga serie di desaparecidos Saharawi.
L'esito cruento dell'Intifada di Zemla, con la sconfitta della linea di Harakat Tahrir, condizionò in maniera forte le scelte dei nazionalisti Saharawi, che abbandonarono la speranza di una pacifica transizione dal colonialismo all'indipendenza. 
Nel maggio del 1973 venne fondato, sulla continuazione di un movimento precedente, il Fronte Polisario, guidato da El-Ouali che iniziò subito la lotta armata, dapprima contro gli spagnoli e successivamente contro i marocchini e i mauritani.
Il 6 novembre 1975 ci fu la Marcia Verde (organizzata dal re Hassan II del Marocco) durante la quale una folla di marocchini per tre giorni attraversò il confine internazionalmente riconosciuto del Sahara spagnolo, senza tuttavia raggiungere le postazioni dell'esercito spagnolo. 

### La fase successiva alla decolonizzazione spagnola

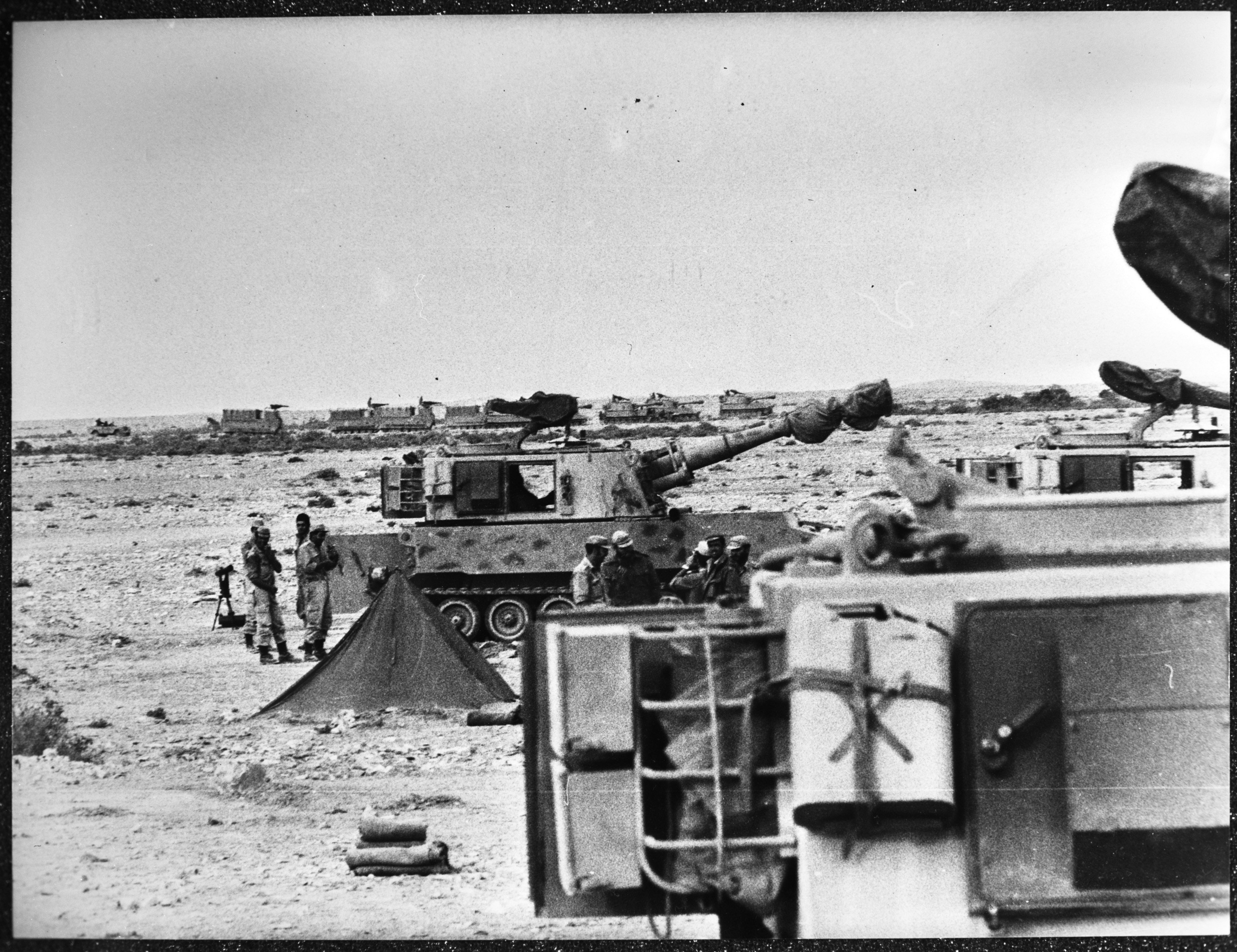
Soldati spagnoli nel Sahara nel 1975

In seguito così agli accordi di Madrid, segreti, del 14 novembre 1975, poco prima della morte del dittatore Francisco Franco, la Spagna concesse l'indipendenza ai Saharaui, e nel febbraio 1976 si ritirò dal possedimento e permise la contemporanea presa di possesso da parte di Marocco e Mauritania della ex colonia.
Il Polisario si oppose militarmente all'ingresso dei due paesi e dopo scontri con la Mauritania, questa rinunciò nel 1979 a ogni pretesa sul territorio mentre così non fu con il Marocco, che occupò anche quelle zone. I confini territoriali fra Marocco e Polisario furono cristallizzati al cessate il fuoco del 1991, con il controllo marocchino all'interno del cosiddetto muro marocchino (circa l'80% del territorio complessivo) e quello del Polisario all'esterno (circa il 20%).

### Lostatusattuale

Il Sahara occidentale: in giallo la zona di controllo del Polisario, il resto il progressivo avanzamento del Marocco

Le Nazioni Unite considerano l'ex Sahara Spagnolo un territorio non autonomo. È presente una forza di pace delle Nazioni Unite, MINURSO, che fra i mandati ha quello di monitorare il cessate il fuoco e gestire il referendum di autodeterminazione sul territorio. Dal 1976 è stata proclamata la Repubblica Democratica Araba dei Sahraui, che ha il suo governo in esilio nei campi profughi di Tindouf in Algeria, con la capitale provvisoria a Bir Lehlu e la sede dell'erigendo parlamento a Tifariti, entrambe città nel territorio sotto controllo del Polisario.